# 齊格扎格島
63°36′S 59°52′W / 63.600°S 59.867°W
齊格扎格島（英語：Zigzag Island）是南極洲的島嶼，處於陶爾島南岸，屬於帕默群島的一部分，由英國南極名稱諮詢委員會命名，現時由南極條約體系管理。